# نورث کاریبو ایر
نورث کاریبو ایر (به انگلیسی: North Cariboo Air) یک شرکت هواپیمایی است که در ۱۹۵۷ میلادی تأسیس شده‌است. دفتر مرکزی نورث کاریبو ایر در فورت سنت جان واقع شده‌است.